# Königstein im Taunus
Königstein im Taunus je lázeňské město v Německu. Rozkládá se na svazích pohoří Taunus ve spolkové zemi Hesensko. Žije zde přibližně 17 tisíc obyvatel.

## Historie
Podle místní pověsti založil hrad s kaplí v Königsteinu kolem roku 500 franský král Chlodvík I. První písemná zmínka o něm pochází z roku 1215, kdy byl lénem pánů z Hagen-Münzenbergu, ale již roku 1255 rod vymřel a panství připadlo Falkensteinům, za jejich vlády roku 1313 Königstein získal městská práva. Od roku 1418 se hrad dostal do majetku Eppsteinů a od roku 1505 bratři Eberhard, Georg a Philipp z Königsteinu získali hraběcí titul od pozdějšího císaře Maxmiliána I. Roku 1581 se hrad stal rezidencí mohučských arcibiskupů. V letech 1466–1544 zde působil klášter zvláštního řádu Kugelherrren, v protireformaci proměněný na klášter kapucínů a roku 1813 zrušený a zbořený.
Po sekularizaci v roce 1803 byl Königstein včleněn do knížectví Nassau-Usingen a roku 1806 do knížectví Nassau. V roce 1851 zde byly otevřeny klimatické a koupelové lázně se studenou vodou, což vedlo k rozmachu do té doby ekonomicky méně rozvinutého města; úroveň lázní dosáhla svého vrcholu v období krátce před první světovou válkou. V období nacismu byl Königstein díky značnému podílu židovských hostů (místní lázně navštívili kromě jiných literát Carl Sternheim, dirigent Otto Klemperer nebo pedagog Kurt Hahn) označován za „židovské lázně“. Také místní hotel Cahn se díky své nabídce košer jídel stal oblíbeným místem pro výlety mnoha frankfurských Židů. Mnoho význačných židovských občanů mělo ve městě i svá sídla, například Rothschildové. Synagoga byla při pogromu v listopadu 1938 vypálena a následně zbořena. Po druhé světové válce se do Königsteinu přestěhoval například filozof Max Dessoir. V letech 1949-1979 bylo město sídlem vysoké školy filozoficko-teologické (se statutem univerzity); v letech 1960–1962 na ní studoval Anton M. Otte.

## Současnost
Königstein im Taunus má i v současnosti vysokou ekonomickou úroveň – zdejší index kupní síly dosáhl v roce 2010 191 % celostátního průměru, což představovalo vůbec nejvyšší hodnotu v rámci celého Německa.

## Památky

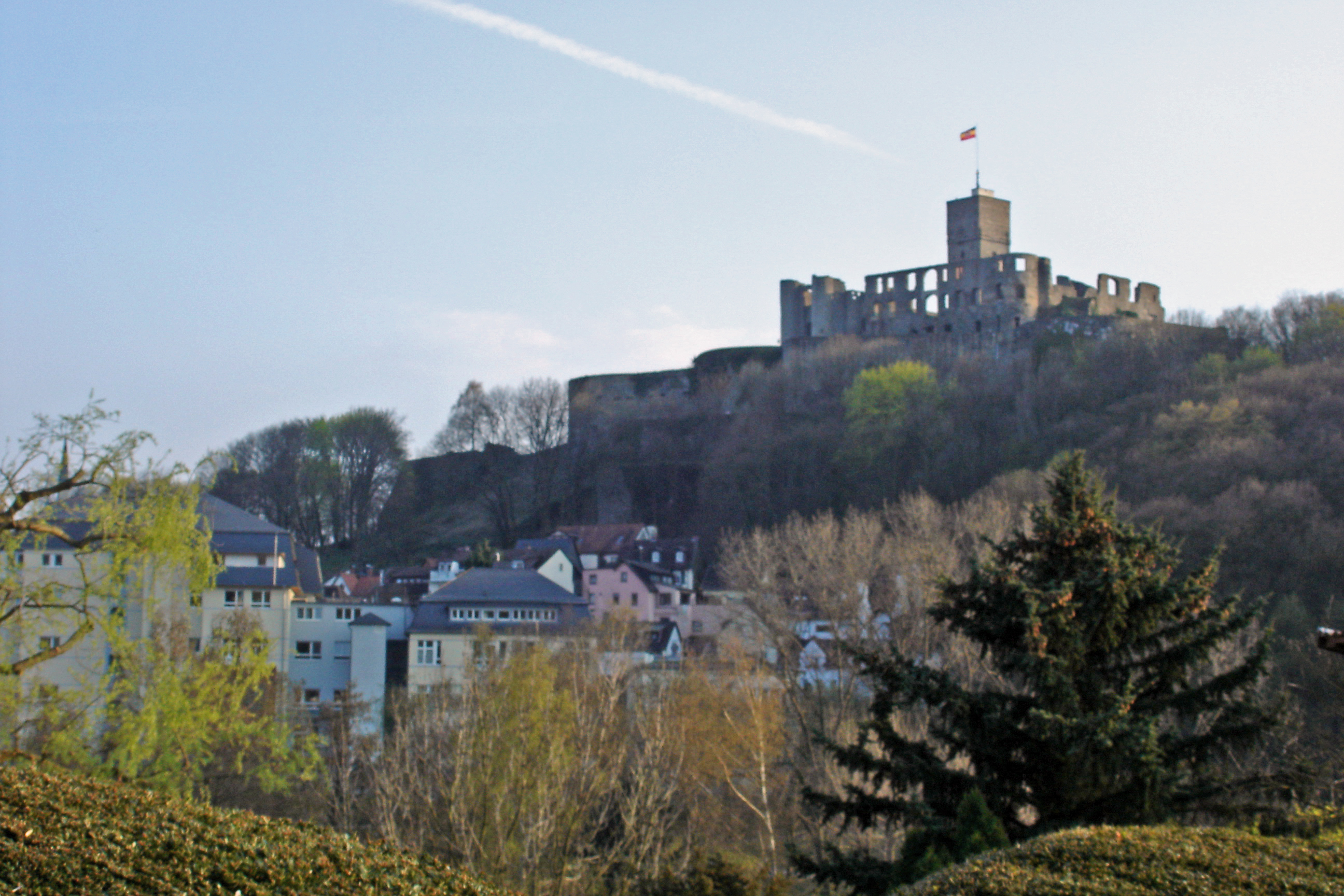
Ruina hradu Königstein

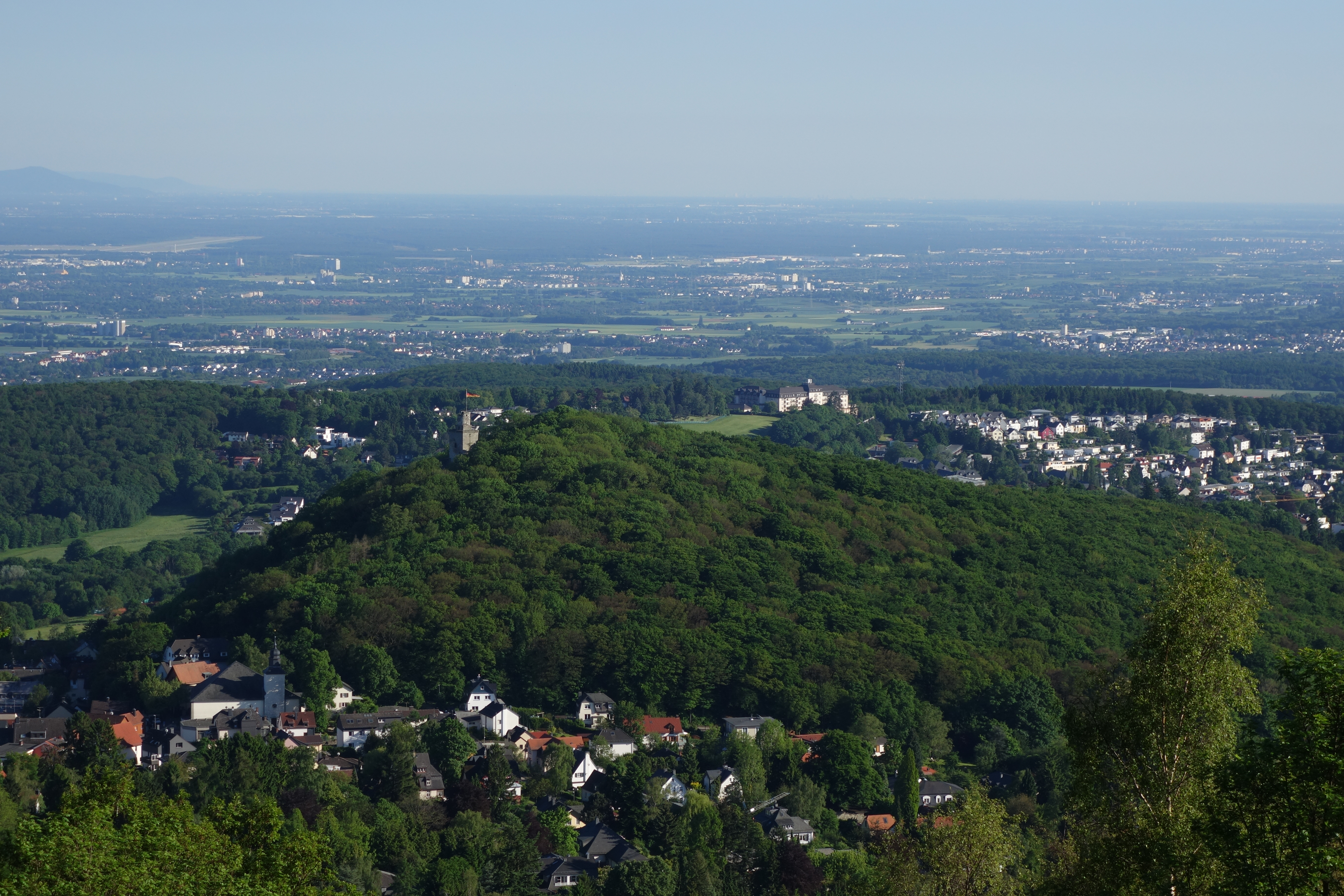
Zřícenina hradu „Falkenstein“ na kopci, který je přírodní rezervací.

- Hrad Königstein – základy byly položeny před rokem 1215; sňatkem s hraběnkou Luckhardou z Nüringsu hrad získal Kuno I. zn Münzenberga, který byl říšským komorníkem štaufských císařů. Celý hrad vystavěn do poloviny 13. století, jediná intaktně dochovaná část je obytná hranolová věž (donjon) ze 14. století.
- Kostel Panny Marie - založen roku 1256 na místě románské kaple, přestavěn do roku 1356
- Rothschildova vila z roku 1888, nyní luxusní hotel
- Vila Borgnis - postavena ve schwarzwaldském lidovém stylu v roce 1927
- Zřícenina hradu „Falkenstein“ se nachází ve stejnojmenné čtvrti na kopci, který je přírodní rezervací.